# Lozenets (distrikt i Bulgarien, Dobritj)
Lozenets (bulgariska: Лозенец) är ett distrikt i Bulgarien.   Det ligger i kommunen Obsjtina Krusjari och regionen Dobritj, i den nordöstra delen av landet, 400 km öster om huvudstaden Sofia.
Trakten runt Lozenets består till största delen av jordbruksmark. Runt Lozenets är det ganska tätbefolkat, med 78 invånare per kvadratkilometer.